# Décembre 1856
Cette page présente les faits marquants du mois de décembre 1856.

## Événements
- 9 décembre : traité commercial entre le Maroc et la Grande-Bretagne, aboutissement du travail diplomatique du consul britannique auprès du sultan depuis 1844, Drummond-Hay. Les Anglais obtiennent des privilèges.

- 14 décembre, France : le maréchal Pélissier devient vice-président du Sénat.

- 27 décembre : sainte Eugénie Smet fonde les sœurs auxiliatrices à Paris.

## Naissances
- 8 décembre : Léopold-François Kowalsky, peintre français († 13 juillet 1931).
- 28 décembre :
  - Henri de Mérode-Westerloo, homme politique belge († 13 juillet 1908).
  - Pierre Auguste Roques, ministre français de la Guerre († 26 février 1920).
  - Woodrow Wilson, 28e président des États-Unis († 3 février 1924).
- 29 décembre : Thomas Joannes Stieltjes, mathématicien néerlandais († 31 décembre 1894).

## Décès
- 22 décembre : Jules-Claude Ziegler, peintre de l'école française, à Paris.